# Seitenkanalpumpe

Die Seitenkanalpumpe als Nischenprodukt zwischen Verdränger- und Kreiselpumpe

Schnittmodell einer Seitenkanalpumpe mit NPSH-Vorstufe zur Verringerung der Haltedruckhöhe

Aufbau und Funktionsweise einer Seitenkanalstufe

Die Seitenkanalpumpe ist ein Nischenprodukt zwischen Verdrängerpumpe und Kreiselpumpe.

## Historie
Das technische Zeitalter dieses Pumpenprinzips hat Ende des 19. Jahrhunderts begonnen. Die Erfindung einer Wasserringpumpe hatte den Zweck, Luft, Gase und Flüssigkeiten zu fördern. In den 1920er-Jahren entwickelte sich dann hieraus die noch heute weltweit in vielen Einsatzgebieten unentbehrliche Seitenkanalpumpe. SIHI und SERO waren die Wegbereiter der ersten Entwicklungen und sind auch heute noch die Innovationstreiber dieser Pumpenart.
Die Firma SIHI hat 1949 die eigentliche Seitenkanalhydraulik zum Patent angemeldet und dieses Patent 1950 erhalten.

## Eigenschaften
Die besondere Charakteristik der Seitenkanalpumpe:
- sie hat ein selbsttätiges Ansaugvermögen
- sie hat die Fähigkeit, Gas unbeschadet mitzufördern
- sie hat ihren höchsten Kraftbedarf bei kleinstem Förderstrom
- der steile Q-H-Verlauf der Kennlinie eignet sich besonders zur druckabhängigen Kreislaufregelung
- die engen Spalte erlauben keine abrasiven Bestandteile in der Förderflüssigkeit

Seitenkanalpumpen leiten im Ansaugvorgang die Flüssigkeitsförderung mit der selbsttätigen Evakuierung der Saugleitung ein, wobei das in der Saugleitung enthaltene Gas abgesaugt wird und die Förderflüssigkeit zur Pumpe aufsteigt. Sie kann kurzfristig als Flüssigkeitsring-Vakuumpumpe arbeiten und deshalb auch als rotierende Verdrängerpumpe bezeichnet werden. Ähnlich wie bei dem Wirkprinzip der Flüssigkeits-Vakuumpumpe wird von einem umlaufenden Flüssigkeitsring eine Verdrängerwirkung erzeugt, indem die verbliebene Restmenge an Flüssigkeit (auch Hilfsflüssigkeit genannt) bei jeder Umdrehung kolbenartig in das sternförmige Laufrad und in den exzentrisch angeordneten Seitenkanal ein- und wieder austritt. Durch die Zentrifugalwirkung sammelt sich die Flüssigkeit im äußeren Bereich des Seitenkanals sowie der Laufradzellen und bildet dadurch den für den Ansaugvorgang wichtigen Flüssigkeitsring. Im inneren Bereich konzentriert sich das Gas.
Der Betrieb der Seitenkanalpumpe als reine Vakuumpumpe ist jedoch nur zeitlich begrenzt möglich, weil sich die Hilfsflüssigkeit zunehmend erwärmt und ohne Kühlung schließlich verdampfen würde.
Neben der Selbstansaugfähigkeit hat die Seitenkanalpumpe den weiteren Vorteil, große Gasströme mitzufördern. In verfahrenstechnischen Anlagen wird sehr häufig von einer Pumpe zumindest die zeitweise Mitförderung von Gasen und Dämpfen aus dem Prozess verlangt, ohne dass der Förderstrom unterbrochen wird. Normale Radial-Kreiselpumpen vermögen nur einen begrenzten Gasanteil mit dem Medium zu fördern. Schon bei relativ kleinen Gasanteilen kann die Flüssigkeitsförderung bei diesen Pumpen vollständig abreißen.
Der Seitenkanalpumpe machen auch große Gasanteile in der Flüssigkeit überhaupt nichts aus und werden ohne äußere Hilfseinrichtungen problemlos gefördert.
Nach dem Ansaugen geht der Strömungsvorgang automatisch von der Verdrängung über eine schaumartige Gemischförderung hin zu einer reinen Flüssigkeitsförderung. Wenn die Seitenkanalpumpe vollständig mit der Förderflüssigkeit gefüllt ist, kann sie als Kreiselpumpe betrachtet werden.
Die besondere Art der Strömung durch die Seitenkanalstufen mit gewollten Umlenkungen verleihen dem Fördermedium einen viel höheren Energieinhalt, als dies mit Radialrädern herkömmlicher Bauart möglich ist. Das Medium zirkuliert auf seinem Weg vom Eintritt bis zum Austritt aus dem Förderkanal schraubenförmig viele Male innerhalb der einzelnen Schaufelräume. Der Druckaufbau entsteht durch die Summe der Einzelimpulse während des Umlaufs. Man spricht deshalb von einem inneren Mehrstufeneffekt. Die um fünf- bis zehnfache höhere Druckziffer darf als ein enormer Vorteil gegenüber „normalen“ Kreiselpumpen angesehen werden.
Die niedrige Antriebsdrehzahl von n = 1450/min, möglich durch die hohe Druckziffer, reduziert den NPSH-Wert nochmals gegenüber einer schnelllaufenden Pumpe. Die langsame Drehzahl hat darüber hinaus den Vorteil, dass mechanische Belastungen, Teillastverhalten, Geräuschverhalte besser beherrscht werden und auch die Lebensdauer erhöht wird.
Je niedriger die spezifische Drehzahl einer Pumpe, umso besser ist ihre Saugfähigkeit und umso geringer die Kavitationsgefahr. Die Seitenkanalpumpe ist bei variablem Dampfdruck erheblich kavitationsunempfindlicher als eine Radialkreiselpumpe.

## Anwendung
Verwendung findet die Seitenkanalpumpe im Bereich kleiner bis mittlerer Förderströme (Q bis 35 m³/h) und mittlerer bis hoher Förderhöhen (H bis 400 m).
Das Fördermedium und die Betriebsbedingungen bestimmen die Auswahl der Werkstoffe und der Abdichtungen. Das Werkstoffangebot reicht von Grauguss bis zu hochlegierten Edelstählen. Für die Wellenabdichtung stehen einfach- und doppeltwirkende Gleitringdichtungen zur Verfügung. Völlig ohne Wellenabdichtung kann die Pumpe mit permanent-magnetischer Synchron-Kupplung (Magnetantrieb) oder mit Spaltrohrmotoren angetrieben werden.
Wird der Seitenkanalpumpe eine Radialradstufe vorgeschaltet, lassen sich extrem niedrige NPSH-Werte erreichen. Solche Multifunktionspumpen sind besonders gut geeignet, Flüssigkeiten nahe dem Siedepunkt zu fördern, wie Kondensat, Flüssiggase, Kohlenwasserstoffe, Aerosole oder Kältemittel.